# Saphenophis antioquiensis
Saphenophis antioquiensis — вид змій родини полозових (Colubridae). Ендемік Колумбії.

## Поширення і екологія
Saphenophis antioquiensis відомі з типової місцевості, розташованої в районі міста Сан-Педро-де-лос-Мілагрос в департаменті Антіокія, на висоті 2560 м над рівнем моря. Вони живуть у вологих гірських і хмарних тропічних лісах.